# Abdullah Shuhail
Abdullah Shuhail (arabisch عبد الله الشهيل, DMG ʿAbd Allāh aš-Šuhail; * 22. Januar 1985) ist ein saudi-arabischer Fußballspieler.

## Karriere

### Verein
Er begann seine Laufbahn bei al-Shabab und wechselte Mitte Februar 2015 zu al-Ittihad, bereits im September 2015 war er dann aber bereits wieder ohne Klub. Was danach passierte, ist unbekannt. Zur Saison 2016/17 schloss er sich aber wieder al-Ittihad an. Nachdem Ende dieser Spielzeit wiederum war er erneut ohne Verein und ist es auch bis heute.

### Nationalmannschaft
Sein erstes Spiel für die saudi-arabische Nationalmannschaft war am 27. Mai 2008, bei einem 2:1-Freundschaftsspielsieg über Kuwait. Hier wurde er in der 65. Minute für Osama al-Muwallad eingewechselt. Nach weiteren Qualifikations- und Freundschaftsspielen stand er dann auch im Kader der Mannschaft beim Golfpokal 2009.
Sein erstes großes Turnier war dann die Asienmeisterschaft 2011, hier kam er auch in allen drei Spielen der Gruppenphase zum Einsatz. Nach ein paar weiteren Einsätzen bestritt er Ende Juli 2011 aber auch schon sein letztes Spiel für die Nationalmannschaft.